# 上布里加
上布里加（義大利語：Briga Alta）是意大利库内奥省的一个市镇。总面积51平方公里，人口51人，人口密度1.0人/平方公里（2009年）。ISTAT代码为004031。
上布里加原为滨海布里加（Briga Marittima，今使用法语名“拉布里格” (La Brigue)）的一部分，1947年滨海布里加根据《巴黎条约》划入法国，不过上布里加仍属于意大利，并未划入法国。